# Holly Woodlawn

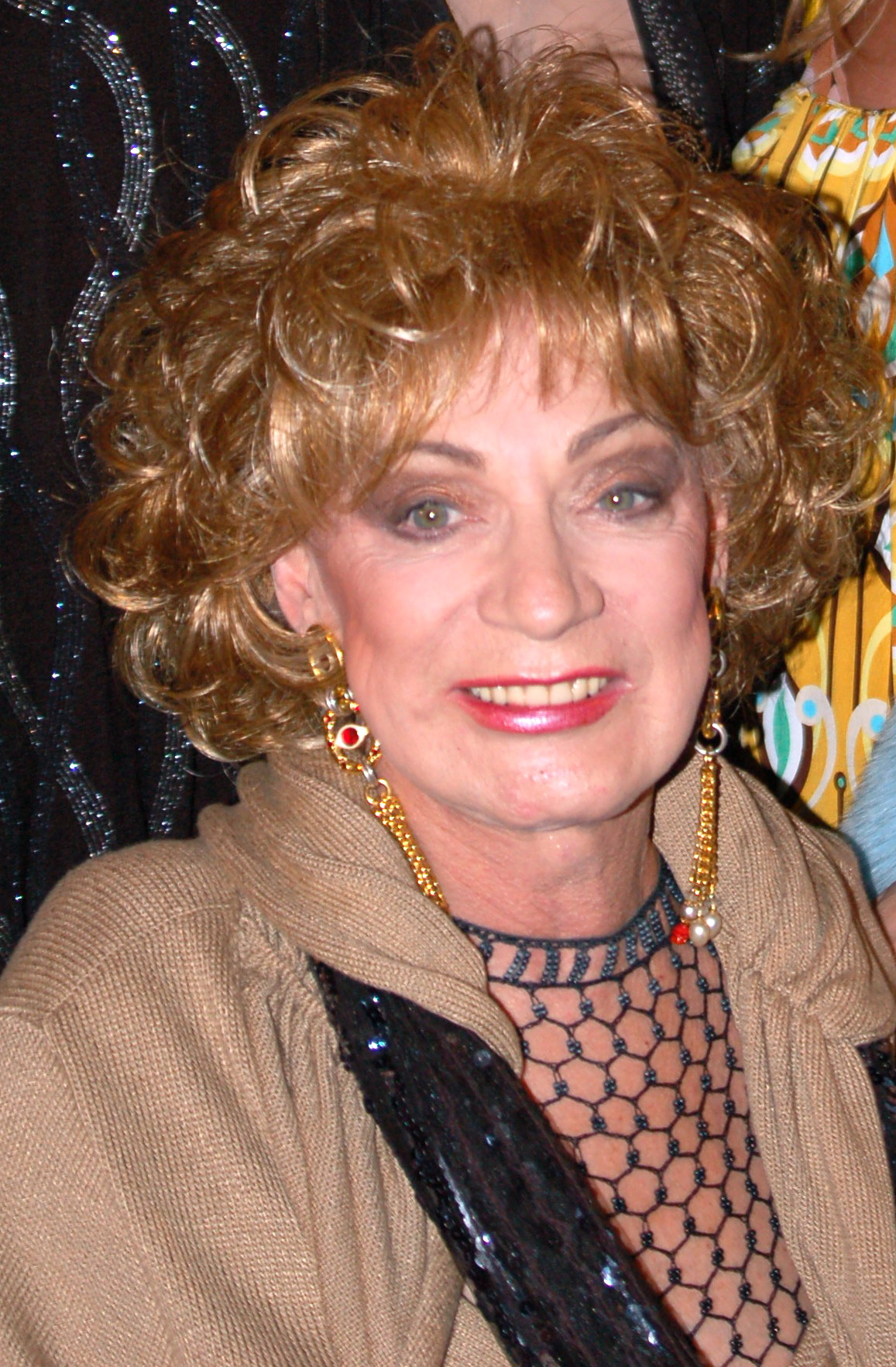
Holly Woodlawn (2007)

Holly Woodlawn (* 26. Oktober 1946 in Juana Díaz, Puerto Rico als Haroldo Santiago Franceschi Rodriguez Danhakl; † 6. Dezember 2015 in Los Angeles, Kalifornien) war eine US-amerikanische Schauspielerin und Transgender-Aktivistin. In den frühen 1970ern gehörte sie zu den Andy-Warhol-Superstars und der Factory-Szene. Bekannt wurde sie vor allem durch das Lied Walk on the Wild Side, in dem Lou Reed sie besingt.

## Biografie
Holly Woodlawn wurde 1946 in Puerto Rico als Haroldo Santiago Franceschi Rodriguez Danhakl geboren. Ihr Vater war ein US-amerikanischer Soldat mit deutschen Vorfahren, ihre Mutter Aminta Rodriguez stammte aus Puerto Rico. Woodlawn wuchs in Miami Beach auf. Mit 16 riss sie von zu Hause aus und änderte ihren Namen in Holly Woodlawn.
Lou Reed sang 1972 in Walk on the Wild Side:
Holly came from Miami, F-L-A
Hitchhiked her way across the USA
Plucked her eyebrows on the way
Shaved her legs and then he was a she
She says, „Hey, babe, take a walk on the wild side.“
Woodlawn lernte Andy Warhol in dessen Factory kennen. 1970 spielte sie die Hauptrolle im Film Trash. Zu ihren weiteren Filmen zählen Women in Revolt (1971) und Scarecrow in a Garden of Cucumbers (1972); daneben trat sie in Theaterproduktionen auf. Auch der deutsche Regisseur Rosa von Praunheim dokumentierte sie in einigen seiner Filme.
Nach ihrer Zeit als Warhol-Superstar verblasste Woodlawns Erfolg. 1991 veröffentlichte sie mit Koautor Jeff Copeland ihre Autobiografie A Low Life in High Heels. In den 1990ern hatte sie ein kleines Comeback; sie hatte unter anderem Auftritte in Night Owl (1993) und Billy’s Hollywood Screen Kiss (1998). Nach der Jahrtausendwende trat sie erfolgreich in Cabaretshows auf.
Am 6. Dezember 2015 starb Holly Woodlawn in Los Angeles an Krebs.

## Filmografie (Auswahl)
- 1970: Trash (Andy Warhol’s Trash)
- 1971: Andy Warhols Women
- 1972: Scarecrow in a Garden of Cucumbers
- 1976: Underground and Emigrants
- 1979: Tally Brown, New York
- 1983: Mein New York
- 1993: Night Owl
- 1996: Phantom Pain
- 1998: Billy’s Hollywood Screen Kiss
- 1998: Beverly Hills Hustlers
- 2007: Alibi
- 2009: Heaven Wants Out
- 2012: East of the Tar Pits
- 2014: Transparent (Fernsehserie, zwei Episoden)